# Teresa (telenovela de 1989)
Teresa es una telenovela mexicana transmitida por El Canal de las Estrellas en 1989. Producida por Lucy Orozco y dirigida por Antonio Serrano.
Fue protagonizada por Salma Hayek junto a los actores Rafael Rojas y Daniel Giménez Cacho, con las participaciones antagónicas de Héctor Gómez, Nadia Haro Oliva y Mercedes Pascual; cuenta con las actuaciones estelares de Patricia Reyes Spíndola, Rosa María Bianchi, Margarita Isabel Y Irma Dorantes entre otros.

## Sinopsis
Teresa es una joven bella e inteligente que busca desesperadamente salir de la pobreza agobiante del barrio donde vive. Resentida de la vida miserable que la dejó sin su hermana, planea usar su belleza e inteligencia como método para entrar a aquel mundo lujoso al que tanto quiere pertenecer.
Para ello, hace que su amiga y compañera de estudios Aurora la haga entrar en su círculo de amistades. Allí conocerá a Raúl el primo de Aurora, un joven millonario pero neurótico y con tendencias suicidas. Al decirle que es rica y aunado a su gran belleza Raúl queda encantando con ella, y aunque posteriormente él y Aurora descubren que Teresa en realidad es pobre y mentirosa, Raúl está obsesionado con ella y la perdona.
Temiendo que su oposición a la relación acabe con Raúl suicidándose, los padres de Aurora aceptan el romance de Teresa y Raúl. Sin embargo, a lo largo de la historia Teresa irá aprendiendo que la ambición y la mentira solo conllevan a la infelicidad y a la soledad.

## Elenco
- Salma Hayek - Teresa Martínez
- Rafael Rojas - Mario Castro
- Daniel Giménez Cacho - Héctor de la Barrera
- Miguel Pizarro - Raúl
- Patricia Pereyra - Aurora Molina
- Patricia Reyes Spíndola - Josefina de Martínez
- Claudio Brook - Don Fabián
- Mercedes Pascual - Enriqueta vda. de Martínez
- Alejandro Rábago - Armando Martínez
- Irma Dorantes - Juana
- Laura Almela - Luisa de la Barrera
- Rosa María Bianchi - Rosa
- Héctor Gómez - Manuel
- Nadia Haro Oliva - Eulalia vda. de Garay
- Omar Rodríguez - José Antonio Garay
- Marta Aura - Balbina
- Alfredo Sevilla - Ramón Castro
- Leonor Llausás - Gudelia
- Patricia Bernal - Esperanza
- David Ostrosky - Wilebaldo "Willy"
- Juan Carlos Bonet - José María
- Margarita Isabel - Marcela
- Araceli Aguilar - La Morena
- Jorge del Campo - Dr. Domingo Sánchez
- Antonio Escobar - Delfino
- Dora Cordero - Ceferina
- Jair de Rubín - Chamuco
- Germán Novoa - Monje
- Óscar Vallejo - Peluche
- Astrid Hadad - Margarita
- Amparo Garrido - Mariana
- Mario Iván Martínez - Sigfrido
- Rosa Elena Díaz - Lucha
- Humberto Enríquez
- Rosy Escudero
- Rodolfo Arias
- Teo Tapia
- Gabriel Velázquez

## Producción
Lucy Orozco fue encomendada para producir esta telenovela que aparentemente no parecía que fuera a tener problemas, pero los hubo. En primer lugar, a la productora no le gustó la historia tal y como la estaban escribiendo, por tanto, y después de abrumantes juntas con el Departamento Literario de la empresa, Lucy Orozco tomó una decisión fuera de los usos y costumbres de Televisa: despidió a la escritora Marissa Garrido y mandó traer a un escritor de cine -ya que Lucy provenía de esa industria- y así fue que Francisco Sánchez tomó la pluma para seguir los lineamientos de la productora. 
Lo más difícil fue la decisión del elenco. Nadie, incluso el vicepresidente de Televisa Víctor Hugo O'Farrill, estaba de acuerdo con la propuesta de Salma Hayek, que era la candidata de Lucy Orozco. Incluso se llegó al grado de pensar que la telenovela no se realizaría. Pero la productora finalmente convenció a los ejecutivos de que Salma sería la protagonista ideal. Hubo discrepancias también con el Departamento de Casting, ya que no querían aceptar gente de fuera de Televisa y Lucy Orozco, por su formación universitaria conocía muchos actores de cine y teatro. Así que la telenovela marcó el debut en Televisa de Daniel Giménez Cacho y Astrid Hadad entre muchos otros, y el debut como director de televisión de Antonio Serrano.
La telenovela fue tan exitosa que la cambiaron del horario de las 7 de la noche al horario estelar de las 9 de la noche.

### Equipo de producción
- Historia original de: Mimí Bechelani
- Adaptación: Silvia Castillejos, Francisco Sánchez
- Edición literaria: Jorge Sánchez Fogarty
- Asesoría literaria: Lucy Orozco
- Tema original: Teresa
- Autor: Guillermo Méndez Guiú
- Temas Enriqueta y Niños: Denisse de Kalafe
- Música original: Guillermo Méndez Guiú
- Escenografía: Felipe Navarro
- Ambientación: Guadalupe Arochi
- Director artístico: José Luis Garduño
- Diseño de vestuario: Claudia Melo, Mariana Villada
- Edición: Gabriel Vázquez Bulmán, Jesús Nájera Saro
- Gerente administrativo: Juan Manuel Orozco
- Jefes de producción: Jorge Suárez, Luis Granados
- Coordinación: Arturo Lorca
- Gerente de producción: Isabelle Tardán
- Productor asociado: Bosco Arochi
- Director de cámaras en locación: Fernando Durán
- Dirección de cámaras: Gabriel Vázquez Bulman
- Dirección de escena: Antonio Serrano
- Productora: Lucy Orozco

## Premios y nominaciones

### Premios TVyNovelas 1990
| Categoría                  | Nominado(a)             | Resultado |
| -------------------------- | ----------------------- | --------- |
| Mejor telenovela           | Lucy Orozco             | Ganadora  |
| Mejor actriz experimentada | Patricia Reyes Spíndola | Ganadora  |
| Mejor actriz joven         | Patricia Pereyra        | Nominada  |
| Mejor actor joven          | Miguel Pizarro          | Nominado  |
| Mejor revelación femenina  | Salma Hayek             | Ganadora  |
| Mejor revelación masculina | Rafael Rojas            | Nominado  |
| Mejor villana              | Salma Hayek             | Nominado  |
| Mejor actuación infantil   | Óscar Vallejo           | Nominado  |

### Premios El Heraldo de México 1989
| Categoría        | Nominada    | Resultado |
| ---------------- | ----------- | --------- |
| Mejor revelación | Salma Hayek | Ganadora  |

## Otras versiones

### Televisión
- En 1959 se llevó a la pantalla con el nombre de Teresa, protagonizada por Maricruz Olivier y Luis Beristáin.
- En 1965 la cadena TVTupi llevó la historia original de Mimí Bechelani a Brasil con el título de Teresa, siendo protagonizada por Georgia Comide y Walmor Chagas.

- En 2010 el productor José Alberto Castro realizó otra versión con el mismo nombre, protagonizada por Angelique Boyer y Sebastian Rulli.

### Cine
- En 1961 el guionista Edmundo Báez adaptó la historia de Mimí Bechelani para la pantalla grande con Maricruz Olivier como Teresa nuevamente, la película fue dirigida por Alfredo B. Crevenna y conservó a parte del elenco original de la telenovela como Alicia Montoya, Beatriz Aguirre, Luis Beristáin y José Luis Jiménez.